# Prangos
Prangos là chi thực vật có hoa trong họ Apiaceae.